# 卡塔里娜·英格斯多塔
卡塔里娜·英格斯多塔（瑞典語：Katarina Ingesdotter），瑞典國王老英格的女兒。當老英格去世時，由於獨子已早先一步去世，王位由姪子菲里普繼承。
根據克尼特林列王傳，卡塔里娜與丹麥國王埃里克一世的孫子比約恩·哈拉爾森結婚，兩人的獨女克里斯蒂娜是日後的瑞典國王埃里克九世的王后。